# Юсупов Микола Борисович
Микола Борисович Юсу́пов (рос. Николай Борисович Юсупов; 15 (26) жовтня 1750  — 15 (27) липня 1831) — російський князь, дипломат та меценат.

## Біографія
Син московського градоначальника Б. Г. Юсупова. Юсупови походили із ногайських татар, вважали своїм предком хана Юсуфа. Немовлям був записаний у Лейб-гвардії Кінний полк. У 1755 році йому надано чин корнета, у 1761 підпоручика, у 1771 поручика. 1772 року надано звання камер-юнкера при імператорському дворі. Звільнений зі служби, кілька років подорожував Європою. Після повернення до Росії 1781 року йому надано чину дійсного камергера й призначено присутнім у Комісії з комерції. Наступного року увійшов до складу почту наступника російського престолу Павла Петровича та його дружини, які подорожували Європою під ім'ям «графа та графині Сєверних». У 1783 призначений надзвичайним послаником та повноважним міністром до двору сардинського короля у Турині, потім, за найвищим повелінням, до двору неаполітанського короля. У 1784 році посланий до Рима, зі висловленням вдячності папі Пію IV. Потім їде до Венеції. У 1788 році йому надано чину таємного радника й назначено присутнім у Правлячому Сенаті, по поверненні до Петербурга засідав у 1-му департаменті Сенату та межевої експедиції (1790). У 1791—1799 роках директор імператорських театрів: засновав театральну контору, контроль над театральними зборами та ін. У 1792 році Юсупову було доручено управління скляним заводом, казенним порцеляновим заводом та казенною шпалерною мануфактурою. 1793 року він одружується з Т. В. Енгельгардт-Потьомкіною, удовою Михайла Потьомкіна. У 1793 році входив до комісії, яка розглядала причини незвичайного падіння грошового курсу в Росії. У 1796 році назначений президентом Мануфактур-колегії, з листопада 1797 року — її головний директор. Також у 1796 році йому надано чину дійсного таємного радника й назначено верховним маршалом у церемонії коронації Павла I. У 1797 році його нагороджено орденом Св. Андрія Первозванного, у 1798 — орденом Св. Іоанна Єрусалимського ІІ ст. (командора ордену). У 1800 році князя назначено міністром удільного департаменту. У 1801 році назначено верховним маршалом з нагоди коронації Олександра І. Наступного року, за власним проханням, звільнений з усіх посад та виїхав за кордон для лікування. Повернувся у 1811 році. У 1812 прийняв назначення членом комітету з розпоряджень про постачання військ у Москві. 1814 року назначений головним начальником над експедицією кремлівського будування, над кремлівською майстернею та Оружейною палатою. 1816 року його призначено присутнім у 6-му департаменті Сенату в Москві. Того ж року нагороджений орденом Св. Володимира 1-го ступеня, наступного року йому повеліно бути присутнім у 1-му Відділі 6-го департаменту Сенату. Член Державної Ради з 1823 року. У 1826 році втретє назначений верховним маршалом, цього разу з нагоди коронації імператора Миколи І. Сконав у Москві 1831 року під час епідемії холери, похований у своєму маєтку Спаське-Котово Московського повіту Московської губернії (зараз у межах м. Долгопрудний).

## Особисте життя
Дружиною князя стала Тетяна Василівна Енгельгардт, рідна племінниця світлійшого князя Г. О. Потьомкіна. У них народилося кілька дітей, але до дорослих років дожив лише один син Борис. Первісно подружжя жили разом, згодом Юсупов став жити окремо від дружини. Малий палац «Каприз» в Архангельському, як деякі вважають, слугував якраз резиденцією княгині. Причиною незлагоди стали численні любовні пригоди Юсупова: відоме, що він відкрито співмешкав як з відомими танцівницями й артистками, так і зі своїми акторками-кріпачками. Окрім того, він мав цілий «сераль» з 15-20 дівчат-кріпачок, що розміщалися в окремому будинку поруч його московської садиби у Великому Харитоньєвському провулку. Спеціальним місцем проживання жінок, що користувалися особливою прихильністю князя, було сільце Воронки поблизу Архангельського. Серед відомих коханок Юсупова числилися балерини О. І. Вороніна-Іванова і Є. І. Колосова; від зв'язку з останньою він мав двох позашлюбних синів.

## Чини
- Камер-юнкер (1772—1781)
- Дійсний камергер (1781)
- Таємний радник (1788—1796)
- Дійсний таємний радник (1796)

## Посади
- Директор імператорських театрів
- Директор Ермітажу
- Головний управитель Експедиції Кремлівського будування, Оружейної палати
- Сенатор (з 1788)
- Міністр Департаменту уділів (1800—1816)
- Член Державної Ради (з 1823)

## Колекції
Під час подорожей за кордон Юсупов зібрав багату колекцію європейських живопису, скульптури та книжок. Після придбання 1810 року садиби Архангельське під Москвою, він перевозить туди значну частину своїх зібрань.

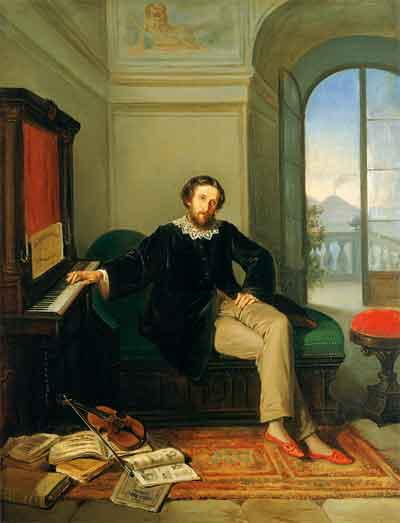
Вінченцо Петрочеллі М. Б. Юсупов, 1850

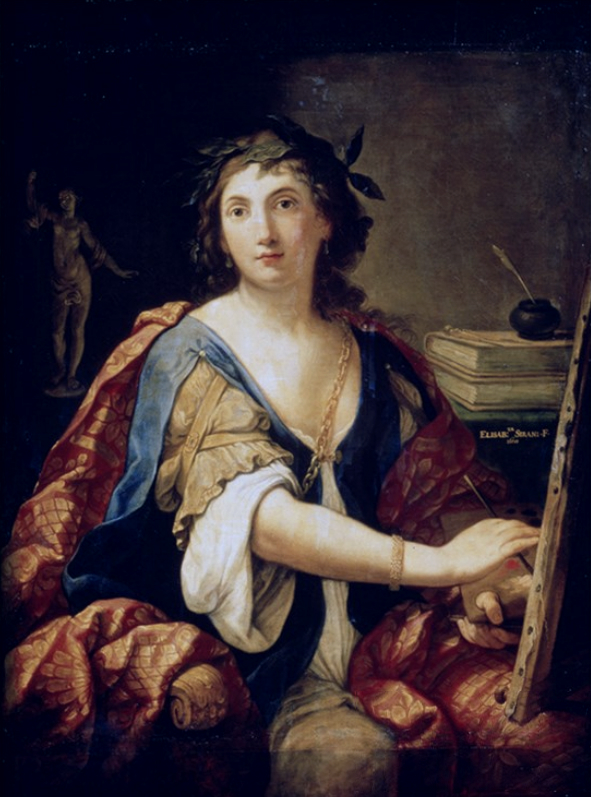
«Алегорія живопису» (автопортрет Елізабетти Сірані), зараз у Москві.

Микола Борисович Юсупов не дуже розумівся в живопису і просто куповав картини модних майстрів. Перебування за кордоном, спілкування з митцями сприяли розвитку особистих смаків князя, й він віддавав перевагу академічним майстрам Італії та Франції XVIII ст., представникам стилю рококо та класицизму, характерно для князя було замовляти картини сучасним йому французьким та італійським живописцям. Після кончини Юсупова частина зібрання була вивезена із Архангельського його сином до Перербурга, зараз картини із юсуповської архангельської колекції можна зустрінути у московських і петербурзьких музеях. Серед них — П'єтро Белотті «Жебраки», П'єтро Ротарі (кілька «Поселянок»), Джованні Доменіко Тьєполо «Повернення блудного сина», Герріт ван Вухт «Натюрморт з книжками», Ян ван Гоєн «Пейзаж з річкою», Юбер Робер «Фантазійний краєвид з обеліском» та «Мандрівні музиканти в селі», Антуан-Жан Гро «Кінний портрет кн. Бориса Юсупова», Жак-Луї Давід «Сафо з коханцем Фаоном».
Дещо незвичними в колекції були твори жінок-художниць: «Алегорія живопису» Елізабетти Сірані (зараз у Москві), «Портрет співачки А. Каталані» Елізабет Віже-Лебрен, картини Маргеріт Жерар і Ангеліки Кауфман.
Придбав Юсупов і цілий комплект з шести картин для декорування палацової зали, серед яких і були монументальні композиції Джованні Баттіста Тьєполо «Зустріч Антонія і Клеопатри в порту» та «Бенкет Клеопатри на честь Антонія» (обидві в Архангельському), а також плафон «Меркурій та Слава», який приписують Джованні Скаяріо (нині в Великому Царськосільському палаці Царського Села).

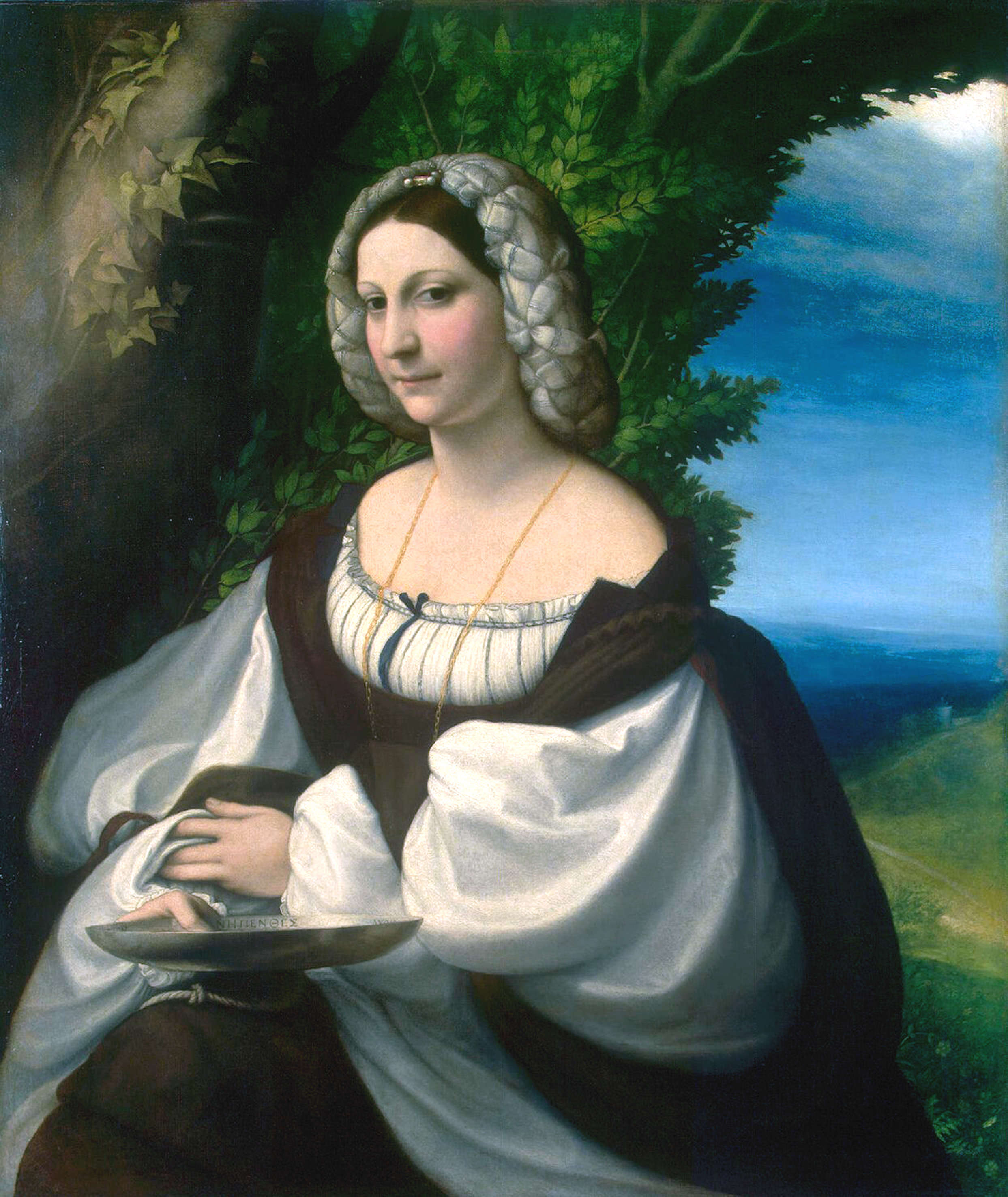
А. да Корреджо, «Жіночий портрет», Ермітаж.

Іноді князю щастило без зайвих труднощів придбати шедеври. У 1800 році царський двір відмовився від купівлі партії картин, привезених до Петербурга П'єтро Конколо. Картини переглянув князь і придбав 12 полотен. Саме з партії П'єтро Конколо походять відомі зразки колекції Юсупова: «Жіночий портрет» Корреджо, пейзажі Клода Лоррена, Гверчіно, Гвідо Рені.
Юсупов також збирав і скульптурні шедеври. Як і більшість аристократів, князь мав радників і експертів серед антикварів, у Римі це були Рейфенштейн та Томас Дженкінс, який торгував античними скульптурами і співпрацював зі скульпторами Бартоломео Кавачеппі та Карло Альбачіні. Саме Кавачеппі отримав замовлення на погруддя Петра І та Катерини II, які Юсупов розмістить в Імператорській залі Палацу в Архангельському. В Антоніо Канови він придбав скульптурну групу «Амур та Психея», яка спочатку знаходилась в Архангельському, згодом вивезена до Петербурга, і зараз знаходиться в Ермітажі.

## Родина
- Дружина — Тетяна Василівна Юсупова (до шлюбу Енгельгардт), удова князя М. С. Потьомкіна, племінниця Г. О. Потьомкіна-Таврійського.
- Син — Борис Миколайович Юсупов

## Нагороди
- Орден Святого Андрія Первозванного (1797)
- Орден Святого Іоанна Єрусалимського(1798)
- Діамантові відзнаки до Ордена Святого Андрія Первозванного (1801)
- Орден Святого Володимира 1 ступеня (1816)
- Орден Святого Станіслава
- Відзнаки за 30 років бездоганної служби (1830)